# Михаил Михайлов (телевизионен деец)
Вижте пояснителната страница за други личности с името Михаил Михайлов.
Михаил Петров Михайлов е български политик от СДС. Правителствен говорител в кабинета на Иван Костов. На 5 октомври 2011 г. „Комисията за разкриване на документите и за обявяване на принадлежност на български граждани към Държавна сигурност и разузнавателните служби на Българската народна армия“ разкрива че той е сред от 37-те агенти на бившата Държавна сигурност, служители в администрацията на Народното събрание за периода от 1990 до 2011 г. Разкрит като агент „Пешко“ на Шесто управление на ДС за борба с идеологическата диверсия от 1980 година.

## Биография
Михаил Михайлов е роден на 24 май 1955 г. Завършва актьорско майсторство. Бил е секретар на Временния съвет за радио и честоти и телевизионни канали, съветник на медийната комисия на парламента, медиен съветник на служебния премиер Стефан Софиянски. Бил е и генерален директор на Нова телевизия. Създател е на телевизия София Кабел. В края на 1999 г. оглавява информационната политика на правителството на Иван Костов. Автор е на идеята за инициативата Българският Великден. През май 2000 г. подава оставка след недоказани обвинения в корупция.